# بكانوف ايفان هينادييوفيتش
 إيفان هيناديوفيتش باكانوف ((بالأوكرانية: Іван Геннадійович Баканов)‏ . من مواليد 2 مايو1975) هو سياسي أوكراني. وهو رئيس خدمة الأمن الوكرانية منذ 29 أغسطس 2019. وهو أيضًا عضو في مجلس الأمن والدفاع الوطني الأوكراني. كان رئيس حزب خادم الشعب من 2017 إلى 2019.
كان نائب رئيس خدمة الأمن الوكرانية ألاول - رئيس المديرية العامة لمكافحة الفساد والجريمة المنظمة بخدمة الأمن الوكرانية منذ عام 2019. 

## سيرة شخصية
ولد إيفان باكانوف في كريفي ريه. إنه صديق الطفولة لفولوديمير زيلينسكي. 
درس باكانوف في جامعة كييف للاقتصاد الوطنية (1997) وأكاديمية العمل والعلاقات الاجتماعية والسياحة (2006).
ترأس LLC Kvartal 95 من يناير 2013 و LLC Kvartal 95 Studio - منذ ديسمبر 2013. 
كان جزءًا من فريق فولوديمير زيلينسكي خلال الحملة الرئاسية لعام 2019.
في 22 مايو 2019، عين الرئيس زيلينسكي باكانوف النائب الأول لرئيس جهاز الأمن في أوكرانيا. 
تم تعيين باكانوف كعضو في مجلس الأمن القومي والدفاع في أوكرانيا في 31 مايو 2019.
عضو المجلس الوطني لسياسة مكافحة الفساد (منذ 16 يوليو 2019).
تم تعيين باكانوف رسمياً كرئيس لخدمة الامن الوكرانية من قبل البرلمان في 29 أغسطس 2019. 

## رتبة عسكرية
حصل باكانوف على الرتبة العسكرية لـ «ملازم» في نهاية مايو 2019 من أجل الحصول على معلومات سرية.

## الأنشطة كرئيس خدمة الأمن الوكرانية
قام خدمة الأمن الوكرانية بعدة عمليات بارزة تحت قيادة باكانوف.
خصوصا، قبض من قبل خدمة الأمن الوكرانية على أحد قادة الجماعة الإسلامية المتطرفة «البراء شيشاني» بقرب عاصمة أوكرانيا كييف.
أثناء العمل على الكشف عن مخططات الفساد الضخمة، أدين 50 مسؤولًا أوكرانيًا وتلقى 150 منهم إشعارات بالريبة.
احتجزت خدمة الأمن الوكرانية أكبر مجموعة في تاريخ أوكرانيا من البضائع المهربة من التبغ تصل إلى 120 مليون غريفنا.
حسب كلام بكانوف ياخذ قانون عن خدمة الأمن الوكرانية الجديد بتجربة لافضل الادارات الامنية والمماريات الأوروبية والدولية. وقيام بتعديل التشريعات هو جزء الإصلاح الرئيسي وستصبح خدمة الأمن الوكرانية أكثر تقنية عالية ومتحركة وخدمة بعدد المعاملين الامثل فضلا له التي قدرة فعالة بها في معارضة التحديات الجديدة التي يصطدم امن ازكرانيا بها الآن.

## عائلة
وهو متزوج (زوجة - أوكسانا لازارينكو). ابنه أرتور طالب في جامعة كييف الاقتصاد الوطنية. 